# Wi! Uma Fu Sranan
Wi! Uma Fu Sranan (Wij! Vrouwen van Suriname) is een Surinaamse landbouwcoöperatie van vrouwen.
Het initiatief voor de coöperatie kwam van Tania Lieuw A Soe, na een contact met een vertegenwoordiger van de  Inter-American Institute for Cooperation on Agriculture, waarna zij haar land in Jamaica mocht vertegenwoordigen. Het contact dat zij daar legde met de Caribbean Network of Rural Women Producers motiveerde haar om in 2014 Wi! op te zetten. In 2016 kwam binnen anderhalf jaar de vergunning van de president in orde. De start werd gemaakt in het dorp Kapasikele aan de Surinamerivier, iets ten noorden van het stuwmeer.
De aangesloten vrouwelijke ondernemers hebben binding met de landbouwsector en wordt geleerd om duurzaam te ondernemen en zelfredzaam te worden. Een middel hiervoor is onder meer de administratiedienst van Wi! die voor de leden administratieve en belastingzaken regelt.
De coöperatie herintroduceerde in 2015 de pap Kokori. Dit is babyvoeding die gemaakt wordt van cassavemeel en waar een smaak aan toegevoegd is. Het merk is in driehonderd supermarkten in Suriname te koop en wordt naar Nederland geëxporteerd waar het door Mitra wordt gedistribueerd. Door de eigen productie van cassavemeel werd in Kapasikele de recessie van 2016 niet gevoeld.
In 2023 ontving Wi! samen met de Nationale Vrouwenbeweging (NVB) een schenking van Japan van 60.000 USD. Wi! wil haar deel besteden om het productie- en verwerkingsproces op te voeren.